# Ernest Schönfeld
Ernest Schönfeld – polski pływak.

## Życiorys
Podczas mistrzostw Polski w pływaniu 1923 w Krakowie (2 września 1923) reprezentując Makkabi Kraków zdobył złoty medal w wyścigu na 200 m stylem klasycznym i ustanawiając rekord Polski wynikiem 3:38:4 oraz brązowy medal w sztafecie 4 x 45,2 m wraz z drużyną klubową. Podczas VI Mistrzostw Polski w Pływaniu 1927 w Warszawie zdobył złoty medal w wyścigu na 100 m stylem grzbietowym (określany wówczas na wznak).